# Территориальное аббатство

Герб-шаблон для аббата или прелата территориального аббатства

Территориальное аббатство  (лат. Abbatia territorialis) — особая церковно-территориальная единица в церковной структуре Римско-Католической Церкви, по своему статусу находящаяся на уровне католической епархии. Территориальное аббатство полностью независимо от других церковных структур и создаётся для духовного окормления мирян. Территориальное аббатство не следует путать с традиционным аббатством, которое по своей сути является монастырём.

## Порядок создания
Территориальное аббатство создаётся на неопределённый временный срок решением Римского папы для духовного окормления верующих, находящихся на определённой территории. Данная церковная структура создаётся Святым Престолом при определённых условиях, когда обычное духовное попечение затруднено по каким-либо причинам. Территориальное аббатство отличается от обычного аббатства тем, что оно создается исключительно для удовлетворения духовных нужд мирян. Территориальное аббатство поручается епархиальному или монашествующему священнику, который имеет широкие полномочия по её управлению на уровне епархиального епископа.

«Территориальная прелатура или территориальное аббатство есть определённая часть Народа Божия, ограниченная территориально, попечение о которой ввиду особых обстоятельств поручается какому-либо прелату или аббату, чтобы он управлял ею, словно диоцезальный епископ, в качестве собственного её пастыря» .

## История
Исторически территориальные аббатства именовались «аббатствами, не принадлежащим епархии», аббаты, управлявшие данной церковной структурой, не подчинялись местному епископу и напрямую зависели от Святого Престола. Часто их возникновение было связано с миссионерской деятельностью, когда монастырь основывался на территории, где не существовала католическая епархиальная структура. Если такой монастырь становился центром распространения христианства в регионе и от него начинали зависеть близлежащие приходы, то такой монастырь становился центром территориального аббатства, а настоятель получал фактически епископскую власть на этой территории.
Второй Ватиканский собор особо подчеркнул значение власти ординарного епископа в своей поместной церкви, в связи с чем количество территориальных аббатств стало уменьшаться, а с 1976 года новых территориальных аббатств в Католической церкви не основывается.

## Список территориальных аббатств
В настоящее время во всем мире существует 11 территориальных аббатств, из них 10 — римского обряда и одно (Гроттаферрата) — византийского.
1. Территориальное аббатство Айнзидельна, Айнзидельн, Швейцария;
2. Территориальное аббатство Веттинген-Мерерау, Австрия;
3. Территориальное аббатство Монтеверджине, Монтеверджине, Италия;
4. Территориальное аббатство Монтекассино, Монтекассино, Италия;
5. Территориальное аббатство Монте-Оливето-Маджоре, Монте-Оливето-Маджоре, Италия;
6. Территориальное аббатство Паннонхальма, Паннонхалма, Венгрия;
7. Территориальное аббатство Пресвятой Девы Марии в Гроттаферрата, Гроттаферрата, Италия;
8. Территориальное аббатство Святой Троицы (Кава-де-Тиррени), Кава-де-Тиррени, Италия;
9. Территориальное аббатство Святого Маврикия, Швейцария;
10. Территориальное аббатство Субиако, Субиако, Италия;
11. Территориальное аббатство Токвон, КНДР.